# 宁波市体育发展中心
宁波市体育发展中心，原名宁波市体育中心，于2020年改为现名，是浙江省宁波市的一处体育场馆群，由体育馆、体育场、游泳馆、网球馆、综合馆、笼式足球场、训练馆、综合健身楼等体育设施组成，占地面积20万平方米，于1993年3月8日开工，1994年12月28日体育馆建成启用，1994年11月18日网球馆开工，1995年11月18日建成:292-293，1995年3月30日体育场开工:33，1996年12月29日建成:183，1998年9月8日“冲刺”雕像揭幕，标志着宁波市体育中心全面竣工，2001年7月24日游泳健身中心开工:20，2004年7月18日启用，2004年10月1日正式运营，2013年12月28日综合馆开工，2016年9月19日启用，2017年正式运营，2021年进行一期整体改造，2022年完工。

## 主要设施

### 体育场

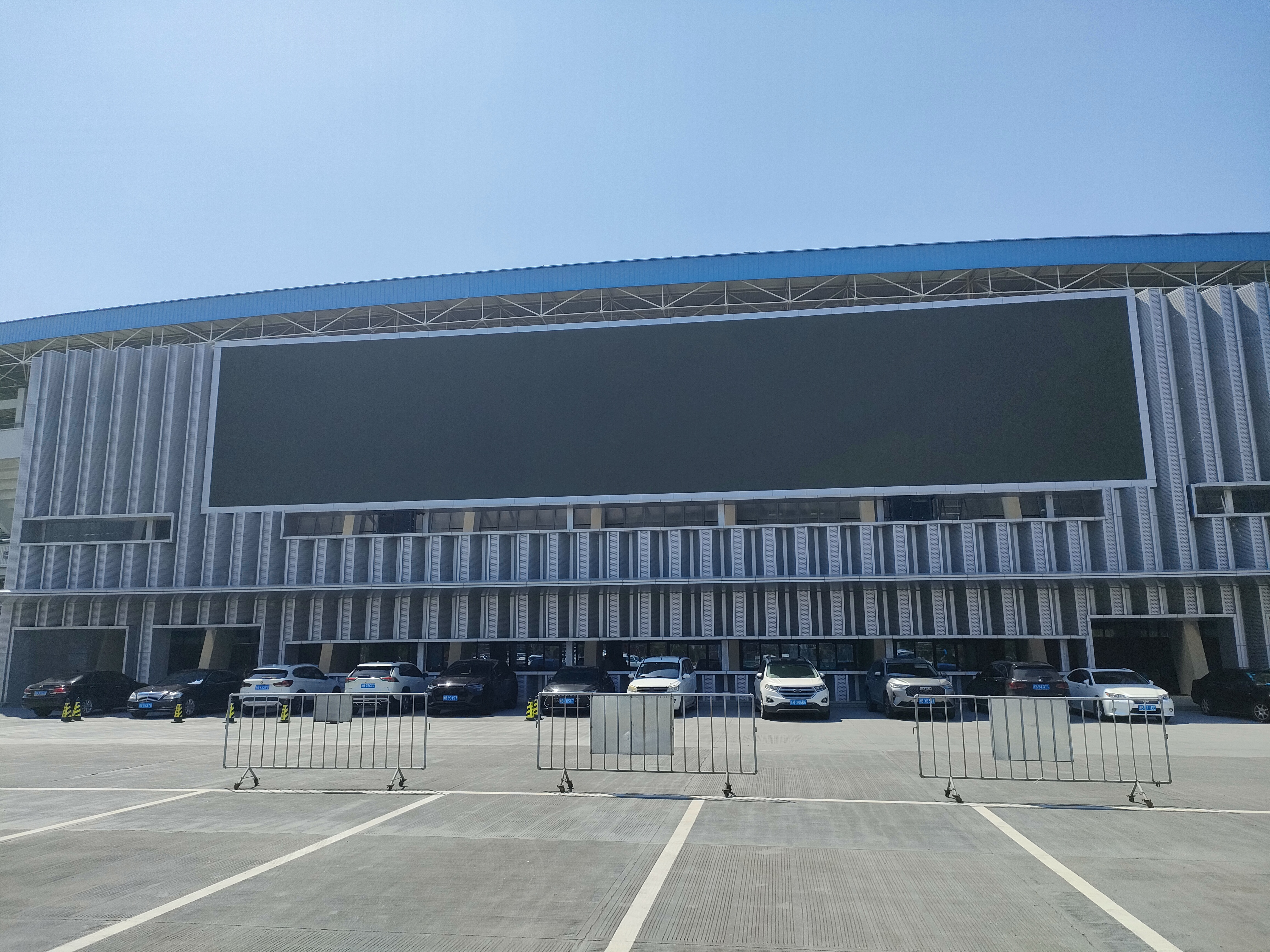
宁波市体育发展中心体育场

体育场占地面积50000平方米，总建筑面积15728平方米，观众席3万座，分24个观众区，看台下部设2层用房，南端设巨型电子记分牌，西侧设主席台，长40米，顶部有110米大雨棚，东侧看台顶部亦设有110米大雨棚，四周设有高47米的大灯柱，场内有标准草坪足球场，8道400米标准塑胶跑道田径场，塑胶铺设的跳部区、掷部区，可举行国内、国际田径和足球比赛，于1997年建成，场内装有电视插座、喇叭及电话插座，可供电视实况直播、有线广播和进行通讯联络，满足大型文艺表演的照明和音响等需要:508，2005年冠名为富邦体育场，2016年改造，2017年完工，2020年宁波市体育发展中心成立后改称宁波市体育发展中心体育场。

### 体育馆

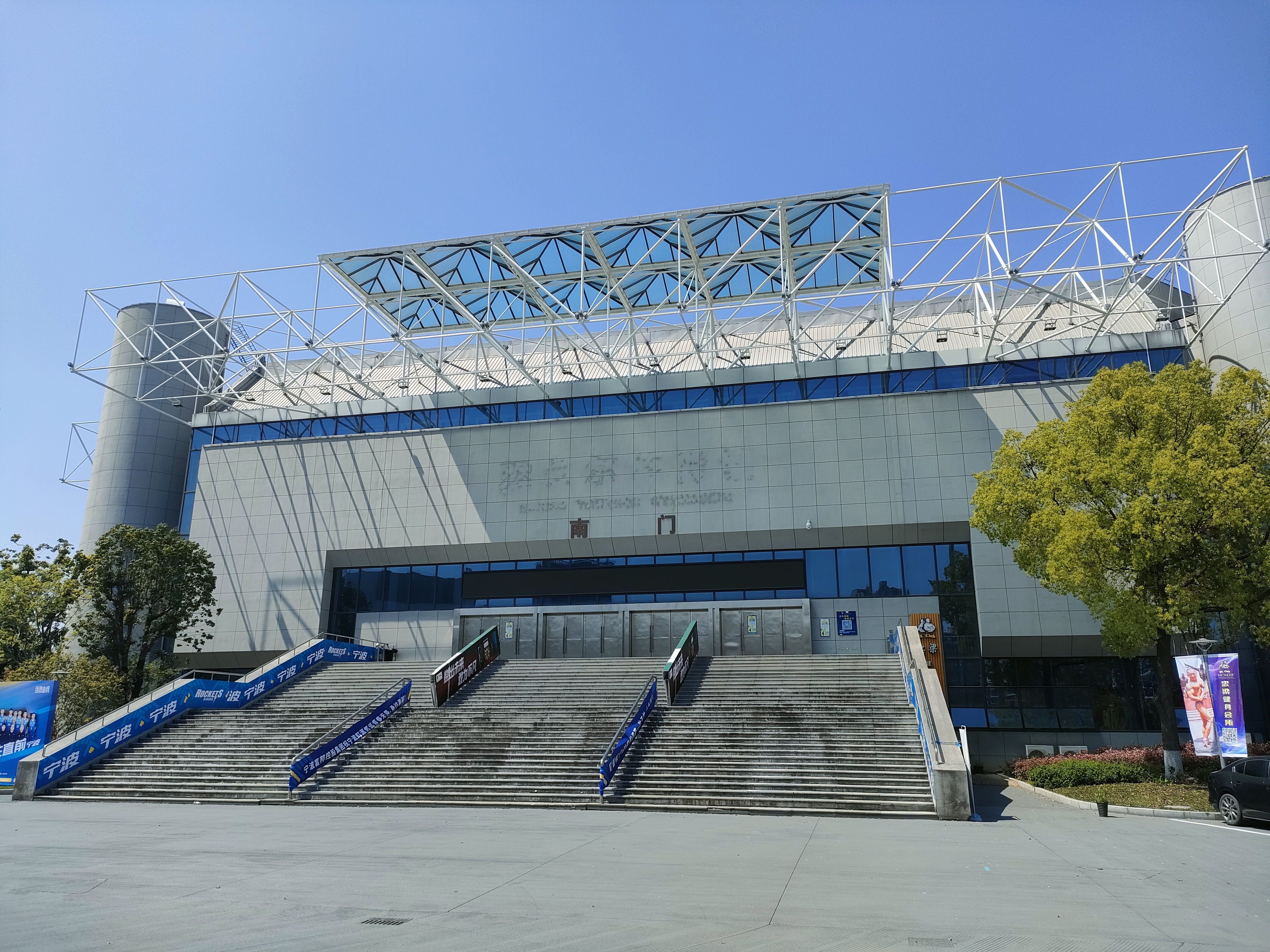
宁波市体育发展中心体育馆

体育馆建筑面积11653平方米，看台4558座，室内建筑平面为回字形，四周为阶梯式观众台，底层中心为46米×25米比赛场地，净空高度15.7米，符合举办国际篮球、手球、羽毛球、乒乓球、武术、拳击、体操、技巧等比赛标准，并可进行大型文艺、杂技等演出，场内东西两面分别装置彩色大屏幕和大型电子记分牌，场内灯光照明达到国际比赛和电视转播的要求，综合训练馆建筑面积1860平方米，训练场地36米×24米，净空高度12.5米，二层有环形看台，附属公用设施建筑面积934平方米，是整个体育中心的水、电、气的供应中心，装置冷热空调系统:508-5091999年冠名为雅戈尔体育馆:6424，2017年改造，2020年宁波市体育发展中心成立后改称宁波市体育发展中心体育馆，为宁波富邦男子篮球俱乐部主场（原为八一富邦火箭篮球俱乐部主场）。

### 网球馆

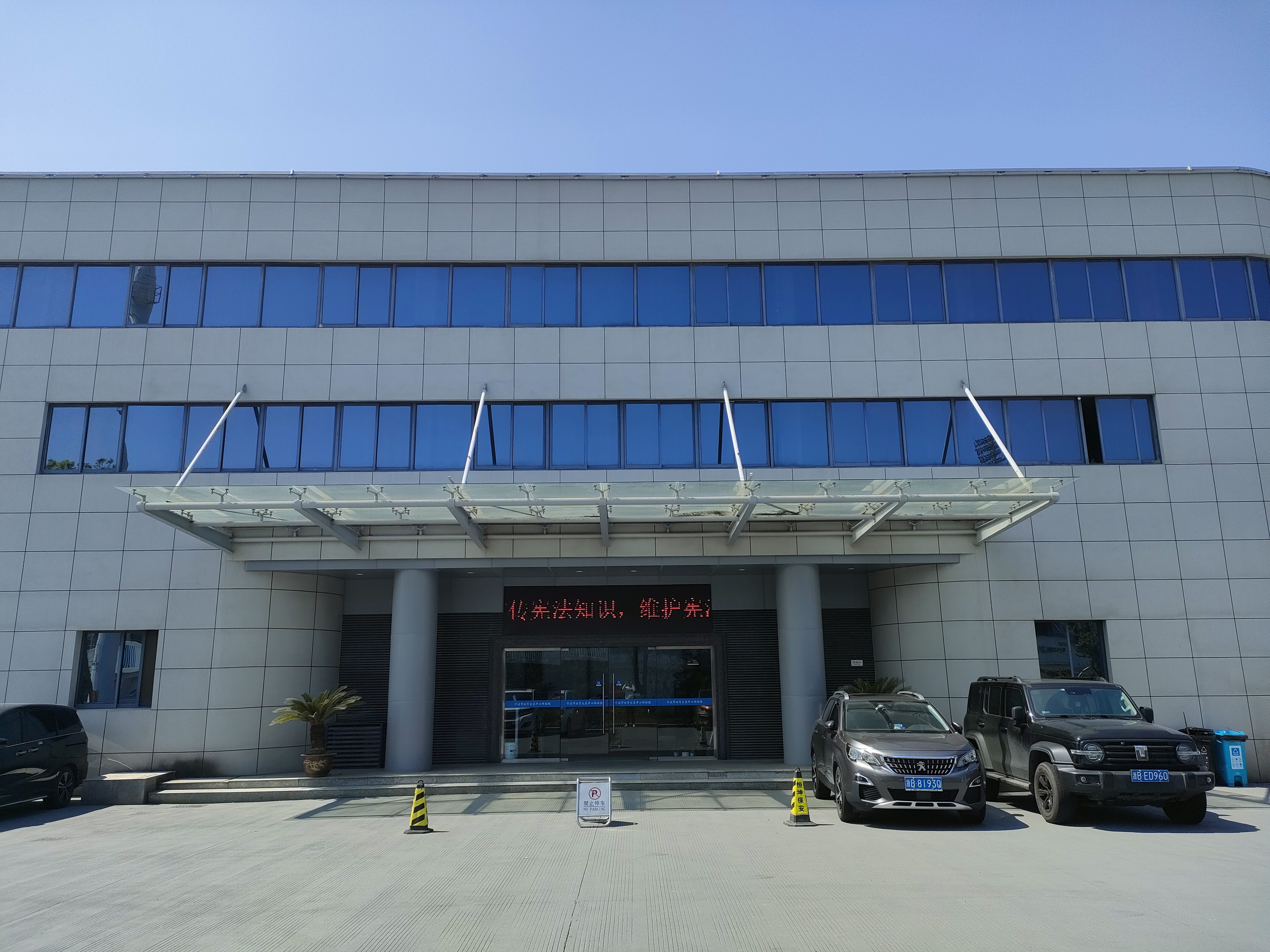
宁波市体育发展中心室内网球馆

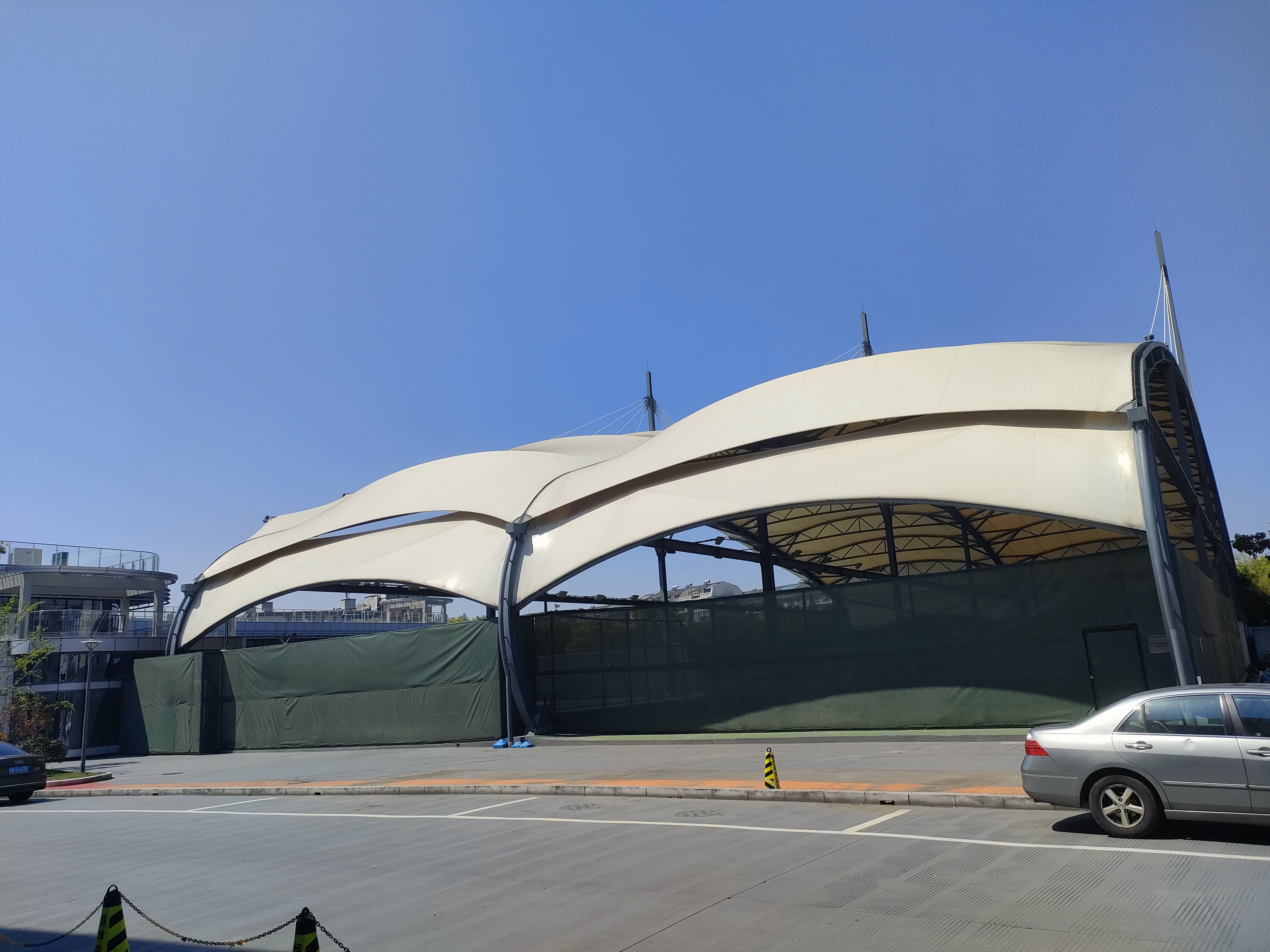
宁波市体育发展中心室外网球馆

原称为李坤网球中心，2020年宁波市体育发展中心成立后改称宁波市体育发展中心网球馆，由香港和港公司董事长、宁波甬港联谊回名誉会长李坤捐资400万元人民币和市政府投资460万元人民币共同建成，网球馆占地面积11988平方米，由6片室外网球场和2片室内网球场组成，并配有500平方米的贵宾室、休闲吧及运动员休息室等附属设施:509，2009年室外网球场实施加顶工程，以提高场地利用率:6425，2020年改造室内网球场，2021年改造室外网球场。

### 综合馆

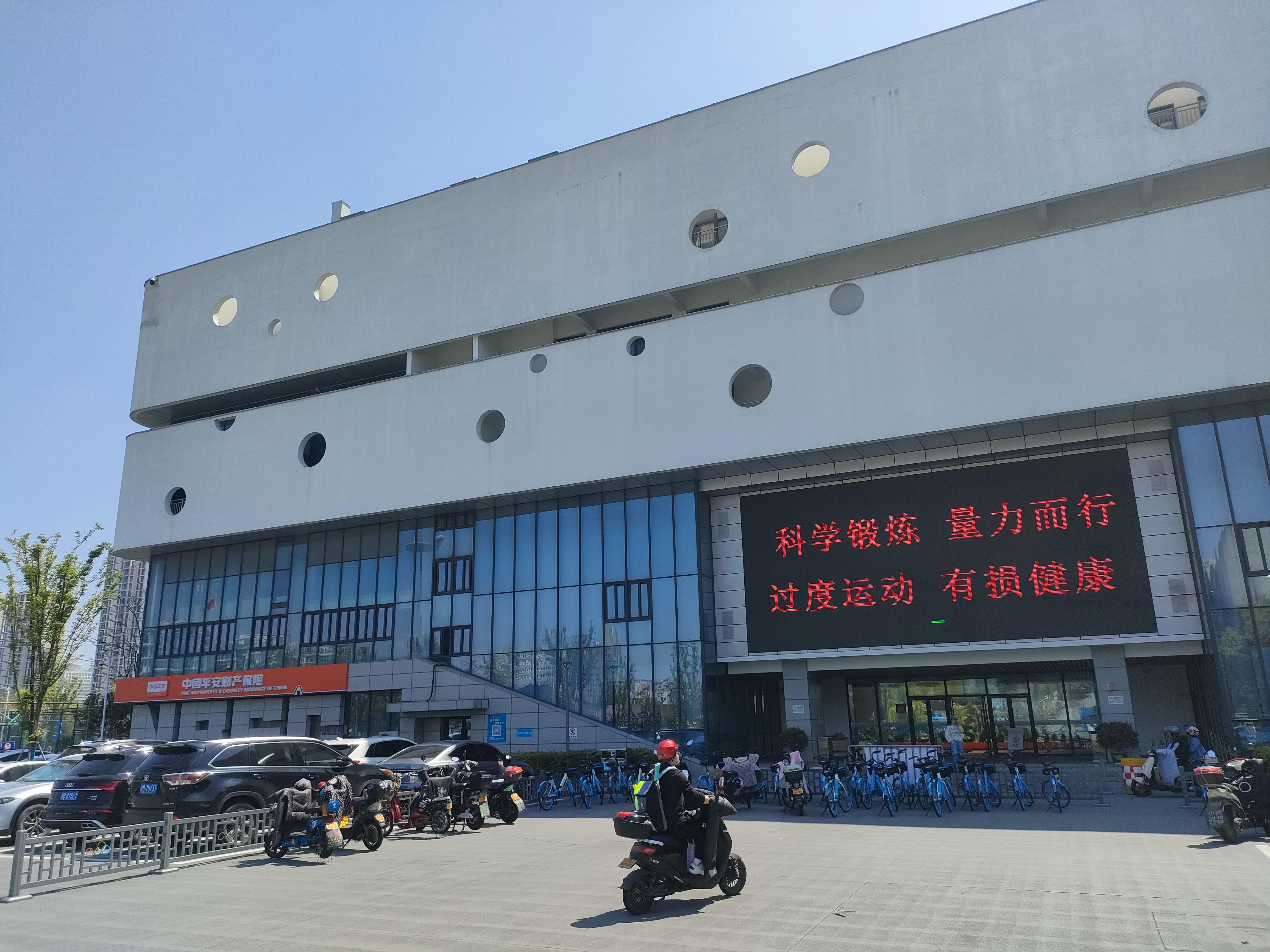
宁波市体育发展中心综合馆

综合馆占地面积约22453平方米，建筑面积20516平方米，建筑主体为4层，局部5层，主要功能设置为羽毛球、乒乓球、健身中心、壁球、台球等体育运动项目，并配有运动健康培训中心、康复中心等相关附属项目，场馆外围有室外篮球场、门球场和健身路径等。

## 主要活動

### 文娛演出
- 2012年8月11日，張惠妹《Ameizing世界巡迴演唱會》[23]